# Chervony Rozselenets
Chervonyj Rozselentes  (ucraniano: Червоний Розселенець) es una localidad del Raión de Odesa en el Óblast de Odesa de Ucrania. Según el censo de 2001, tiene una población de 910 habitantes.